# The Swing of Delight
Albums de Carlos Santana
Oneness, Silver Dreams, Golden Reality
(1979) Havana Moon
(1983)
The Swing of Delight est le 5e album solo du guitariste Carlos Santana sorti en 1980. Il collabore ici avec de grands noms du jazz fusion américain, Wayne Shorter de Weather Report au saxophone, Herbie Hancock aux claviers, Ron Carter à la basse acoustique et Tony Williams à la batterie. Ce serait le dernier album à paraître avec son nom sanskrit Devadip qui lui fut donné par son guru Sri Chinmoy, ses deux autres albums solos précédents avaient aussi portés ce nom, Illuminations avec Alice Coltrane en 1974 et Oneness: Silver Dreams - Golden Reality en 1979. 

## Titres
1. Swapan Tari (Sri Chinmoy) - 6:46
2. Love Theme from 'Spartacus' (Alex North) - 6:50
3. Phuler Matan (Sri Chinmoy) - 5:52
4. Song for My Brother (Carlos Santana) - 6:56
5. Jharna Kala (Sri Chinmoy) - 7:11
6. Gardenia (Carlos Santana) - 7:08
7. La Llave (Carlos Santana) - 3:40
8. Golden Hours (Carlos Santana) - 6:36
9. Sher Khan, the Tiger (Wayne Shorter) - 5:45

## Personnel
Selon le livret inclut avec l'album.
- Carlos Santana : Guitares acoustique et électrique, guitare 12 cordes, chant, percussions
- Ron Carter : Basse acoustique (2, 3, 6, 7, 9)
- David Margen : Basse électrique (1, 4, 5, 8)
- Wayne Shorter : Saxophone soprano (2, 6, 9), saxophone ténor (3, 9)
- Premik Russell Tubbs : Saxophone soprano (1, 3), saxophone ténor (4, 5)
- Herbie Hancock : Piano, Piano électrique Fender Rhodes, Clavinet Hohner D6, synthétiseurs Clavitar, Prophet 5, Yamaha CS-80, Oberheim 8
- Tony Williams : Batterie (1, 3, 6)
- Harvey Mason : Batterie (2, 4, 7, 9)
- Graham Lear : Batterie (5, 8)
- Raul Rekow : Congas, percussions, chœurs
- Armando Peraza : Congas, bongos, percussions
- Orestes Vilató : Timbales, percussions, chœurs